# Niederwil SO
| SO ist das Kürzel für den Kanton Solothurn in der Schweiz. Es wird verwendet, um Verwechslungen mit anderen Einträgen des Namens Niederwil zu vermeiden. |

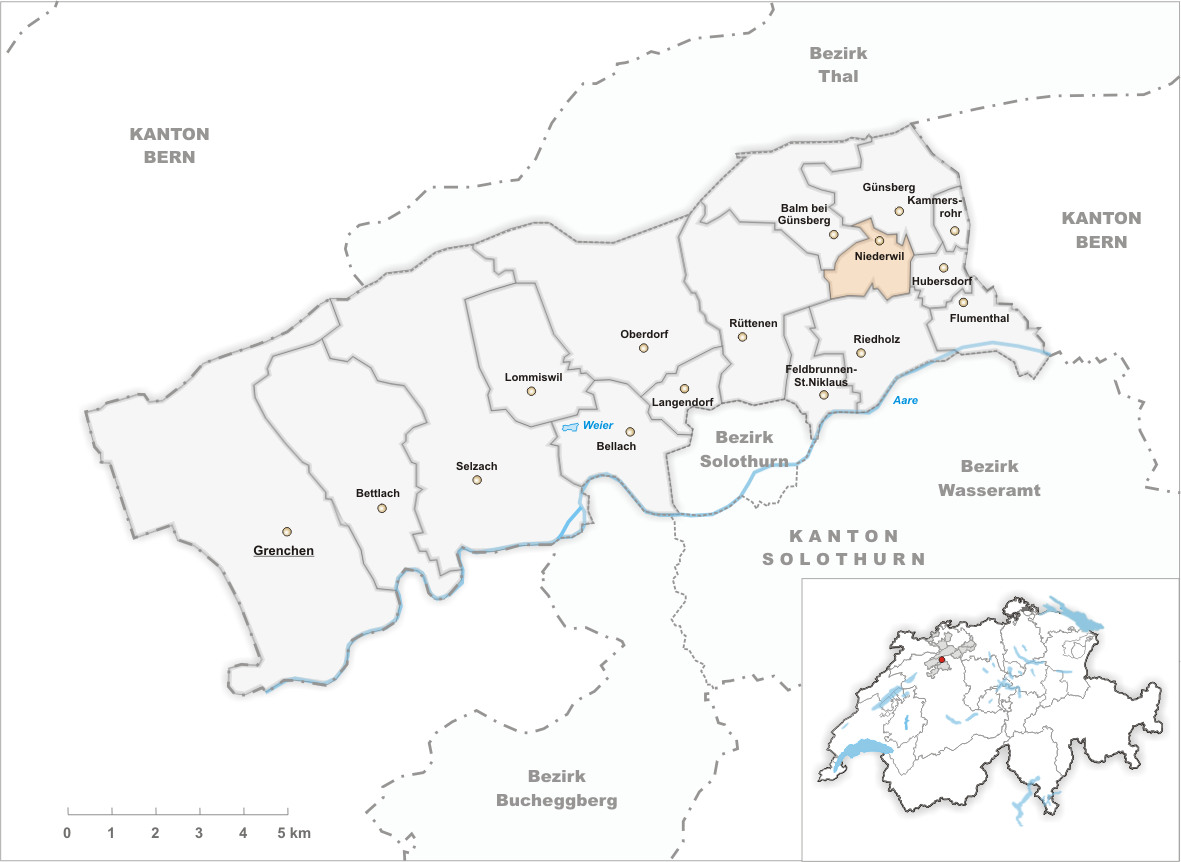
Gemeindestand vor der Fusion am 31. Dezember 2010

Niederwil (SO) (im lokalen Dialekt Nidrwiu) ist ein Dorf und war bis zum 31. Dezember 2010 eine politische Gemeinde im Bezirk Lebern des Kantons Solothurn in der Schweiz.
Am 1. Januar 2011 fusionierte Niederwil mit der Gemeinde Riedholz.

## Geographie
Niederwil liegt auf 545 m ü. M., fünfeinhalb Kilometer nordnordöstlich des Kantonshauptortes Solothurn (Luftlinie). Das Dorf erstreckt sich im Tälchen der Siggern am unteren Jurasüdhang am Fuss des Chamben, in der Region Unterleberberg.
Die Fläche des 2,3 km² grossen Gebiets umfasst einen Abschnitt am Jurasüdhang. Den zentralen Teil des Gebietes bildet die sich in West-Ost-Richtung erstreckende Talmulde des Gummenbachs zwischen der Weissensteinkette im Norden und der Verenakette, einer dem Jura vorgelagerten kleinen Antiklinale, im Süden. In diese Talsenke fliesst die am Balmberg entspringende Siggern, in welche der Gummenbach unterhalb des Dorfes mündet. Südlich des Gummenbachs reicht der Gemeindeboden auf die Waldkuppe der Winterhalden (604 m ü. M.; Verenakette), nördlich davon erstreckt er sich an die Wiesenhänge beidseits der Siggern unterhalb von Günsberg und Balm bei Günsberg. Hier wird mit 620 m ü. M. die höchste Erhebung von Niederwil erreicht. Von der Gemeindefläche entfielen 1997 8 % auf Siedlungen, 37 % auf Wald und Gehölze und 55 % auf Landwirtschaft.
Zu Niederwil gehören das Wohnquartier Talacker (540 m ü. M.) am Hang unterhalb von Günsberg sowie einige Einzelhöfe. Durch rege Wohnbautätigkeit ist das Siedlungsgebiet von Niederwil heute schon fast lückenlos mit demjenigen von Günsberg zusammengewachsen.

## Bevölkerung
Mit 395 Einwohnern (Stand 31. Dezember 2011) gehörte Niederwil zu den kleinen Gemeinden des Kantons Solothurn. Von den Bewohnern sind 94,4 % deutschsprachig, 2,0 % albanischsprachig und 0,9 % sprechen Italienisch (Stand 2000). Die Bevölkerungszahl von Niederwil belief sich 1850 auf 213 Einwohner, 1900 auf 232 Einwohner. Im Verlauf des 20. Jahrhunderts stieg die Bevölkerungszahl bis 1920 auf 309 Personen an, um dann bis 1960 wieder auf 245 Einwohner zurückzugehen. Seither wurde eine deutliche Bevölkerungszunahme verzeichnet.

## Wirtschaft

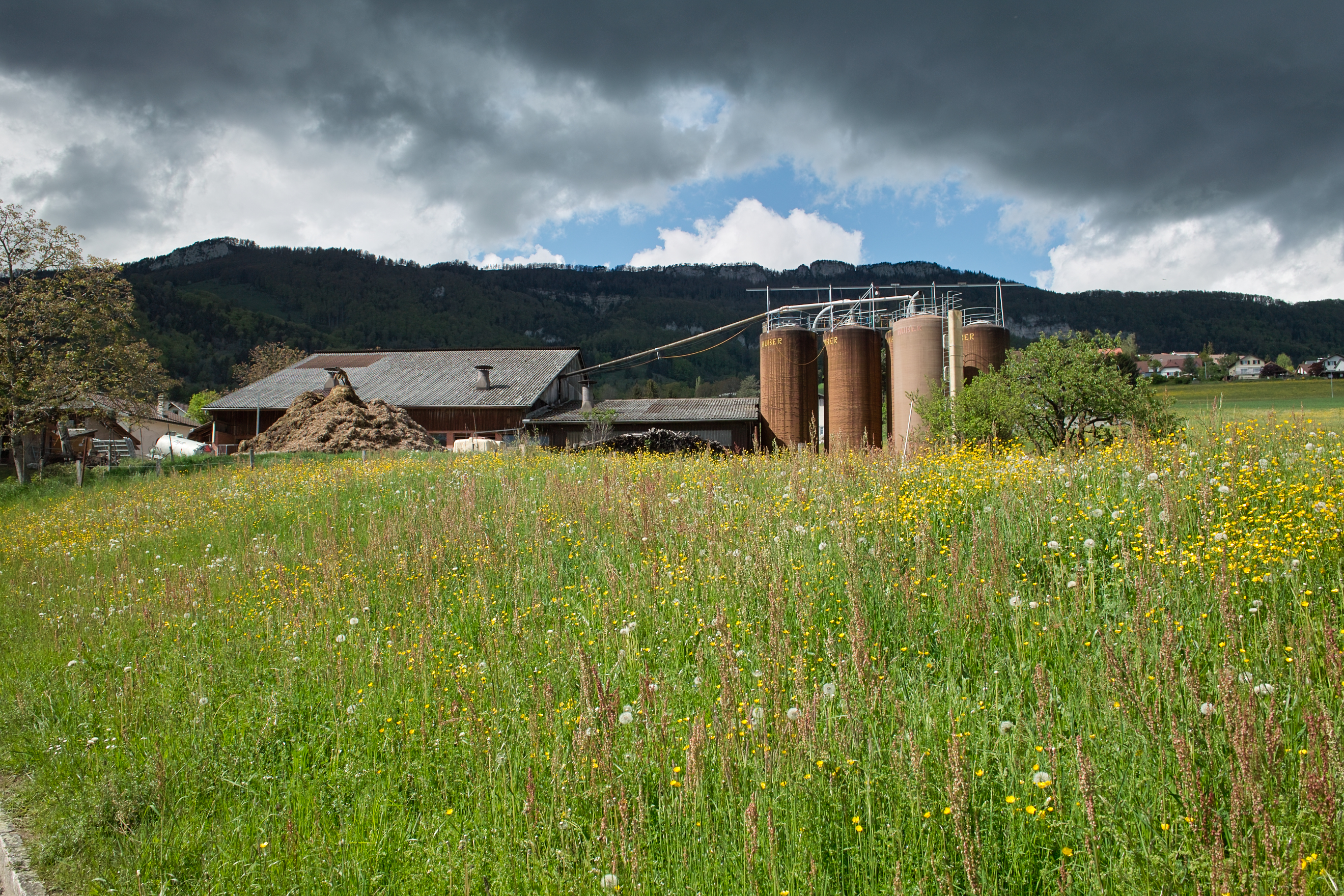
Bauernhof in Niederwil

Niederwil war bis in die zweite Hälfte des 20. Jahrhunderts ein vorwiegend durch die Landwirtschaft geprägtes Dorf. Im 17. und 18. Jahrhundert gab es in Niederwil eine Gipsmühle, in welcher der oberhalb von Günsberg abgebaute Gips verarbeitet wurde. Durch die Wasserkraft des Gummenbachs wurde früher auch eine Rapsölmühle betrieben.
Noch heute haben der Ackerbau und der Obstbau sowie die Viehzucht einen gewissen Stellenwert in der Erwerbsstruktur der Bevölkerung. Weitere Arbeitsplätze sind im lokalen Kleingewerbe und im Dienstleistungssektor vorhanden. In der Gemeinde sind heute kleinere Betriebe des Bau- und Transportgewerbes und der Elektrobranche vertreten. In den letzten Jahrzehnten hat sich das Dorf dank seiner attraktiven Lage zu einer Wohngemeinde entwickelt. Viele Erwerbstätige sind deshalb Wegpendler, die hauptsächlich in der Region Solothurn arbeiten.

## Verkehr
Die ehemalige Gemeinde liegt abseits der grösseren Durchgangsstrassen an einer Verbindungsstrasse von Attiswil nach Balm bei Günsberg. Der nächste Anschluss an die Autobahn A1 (Bern-Zürich) befindet sich rund 7 km vom Ortskern entfernt. Durch einen Postautokurs, welcher die Strecke von Solothurn nach Balm bei Günsberg bedient, ist Niederwil an das Netz des öffentlichen Verkehrs angebunden.

## Geschichte
Die erste urkundliche Erwähnung des Ortes erfolgte am 13. Juni 1307 unter dem Namen Niderwile.  Der Ortsname trägt die Bedeutung von der tiefer gelegene Weiler, bezogen auf Balm bei Günsberg oder Günsberg.
Seit dem Mittelalter unterstand Niederwil der Herrschaft Balm. Zusammen mit dieser Herrschaft gelangte das Dorf 1312 als Reichslehen an die Grafen von Strassberg und nach verschiedenen Besitzerwechseln 1411 an Solothurn. Schon seit 1344 hatte die Stadt die hohe Gerichtsbarkeit über Niederwil inne. Im 15. Jahrhundert unterstand das Dorf der Vogtei Balm, ab 1487 war es Teil der Vogtei Flumenthal. Nach dem Zusammenbruch des Ancien Régime (1798) gehörte Niederwil während der Helvetik zum Verwaltungsbezirk Solothurn und ab 1803 zum Bezirk Lebern. Niederwil besitzt keine eigene Kirche, es gehört zur Pfarrei Flumenthal-Günsberg.

## Wappen
Blasonierung
In Blau eine weisse Gipsstampfe bestehend aus einem Wellbaum, belegt mit drei (in Bewegung befindlichen) Stämpfeln auf sieben weissen Kalksteinen
Das Wappen spielt auf den ehemaligen Gipsabbau in Günsberg und die Verarbeitung in der Niederwiler Gipsribi Gipsmühle an.